# えれな
えれな（1982年3月12日 - ）は、日本のファッションモデル、女優。愛知県名古屋市昭和区出身。テンカラット所属。姉は能世あんな、妹は香里奈。

## 略歴
名古屋女子大学中学校・高等学校卒業。小学館『Can Cam』でデビュー後、ファッション誌、ファッションショー、TV等に出演。
幼少の頃よりクラシックバレエを習い、名古屋で開催された世界バレエ・モダンダンスコンクールのセミファイナルまで進出した。
アスリートフードマイスターと、スーパーフードマイスターの民間資格を取得した。

## 出演

### 雑誌
- CanCam（小学館）
- RyuRyu（インフォレスト）
- Luci（扶桑社）
- ar（主婦と生活社）
- Style（講談社）
- 美人百花（角川春樹事務所）
- ef（主婦の友社）
- Upsee（大誠社）
- Lea Lea magazine（講談社）
- CLASSY.（光文社）
- menage KELLｙ（ゲイン）
- Regina（プレジデント社）
- InRed（宝島社）

### ドラマ
- 特命係長 只野仁（2005年、テレビ朝日）
- スペシャルドラマ 特命係長 只野仁〜狙われたセレブな女たち〜（2005年、テレビ朝日）
- 介護エトワール（2006年、NHK）
- リアル・クローズ （2008年9月16日、関西テレビ、単発ドラマ版）- 榎本ミチル 役
- コールセンターの恋人（2009年、朝日放送・テレビ朝日） - 金原舞 役
- リアル・クローズ （2009年、関西テレビ、連続ドラマ版）- 多村アヤ 役
- ドリーム・ガールズ（2011年3月20日、関西テレビ）- エマ 役

### CM 広告
- 永昌源 杏露酒あんずソーダ ブランコ篇 三姉妹で共演
- コナミ NANA〜すべては大魔王のお導き!?〜 PSPソフト
- マスターカード 「priceless:インドミュージカル」篇
- ワンデーアキュビューモイスト バレリーナ編（2008年）
- C&C 「DUB collection」（中部地区のみ）
- ニベア花王 「NIVEA SUN プロテクトウォータージェル」（2009年）
- コミュファ （2009年、中部地区のみ）- 三姉妹で共演
- ジョンソン・エンド・ジョンソン「ワンデーアキュビュー・モイスト」（2009年‐2011年）
- 西日本旅客鉄道「三都物語・大阪篇」（2011年）
- 日本マイクロソフト社「Xbox&KINECT」（2011年）
- ファイテン「アクアゴールド化粧品」（2012年-）
- リンナイ「ガスコンロ・DELICIA」（2014年‐2016年）
- セイコーエプソン腕時計「Smart canvas」（2017年-2019年）
- SUBARU「インプレッサ」(2016年-2020年）
- ファイテン「美you人（ビュート）」（2020年-）
- THRMOS「真空断熱ケータイマグJOHシリーズ」（2021年）
- 柴田食品グループ（2021年-）
- 日産「電気自動車 SAKURA」（2022年-）

### テレビ番組
- SMAP×SMAP（2008年7月7日、関西テレビ・フジテレビ） - 三姉妹で「BISTRO SMAP」にゲスト出演
- はねるのトびら（2008年9月10日、フジテレビ） - 三姉妹でゲスト出演
- ショーパン（2008年9月16日、フジテレビ） - 三姉妹でゲスト出演
- グータンヌーボ 超グータン男逆襲スペシャル（2009年9月30日、関西テレビ） - 三姉妹でゲスト出演
- 金とく（2010年1月8日、NHK名古屋）
- エチカの鏡〜ココロにキクTV〜（2010年8月8日、フジテレビ）
- ぐるぐるナインティナイン（2012年8月9日、日本テレビ）
- 関ジャニ∞の仕分け（2013年、テレビ朝日）
- カイモノラボ（2015年‐2017年、TBS）
- Tokyoモダン商店（2017年、BS日テレ）
- 水トク!「芸能人が本気バレエ!　密着200日…白鳥の湖を踊りたい! 世界最高峰の舞台に誰が？SP」（2015年12月9日、TBS）
- ちょっとザワつくイメージ調査 もしかしてズレてる？（2017年6月19日、関西テレビ）
- にじいろジーン（2017年・2018、関西テレビ）
- ヒルナンデス！（2019年1月22日、日本テレビ）
- 人生が変わる1分間の深イイ話（2021年2月1日、日本テレビ）
- ラヴィット！（2021年5月1日、TBS）
- おしゃれクリップ（2022年2月20日、日本テレビ）
- 旅美人（フジテレビ）

### PV
- SUEMITSU&THE SUEMITH「Boyz,Boy Don't Cry」